# Dorly Deeg
Dorothy Joan Hardy (Dorly) Deeg (1950) is een hoogleraar emeritus aan de Vrije Universiteit Amsterdam.

## Biografie
Deeg promoveerde in 1989 aan de Erasmus Universiteit Rotterdam op The feasibility of predicting longevity in the elderly: conceptual and empirical aspects. In 2001 werd ze hoogleraar Epidemiologie van de veroudering en ze werd vooral bekend als directeur (sinds 1991) van de Longitudinal Aging Study Amsterdam (LASA). Voor dit laatste ontving ze in 2009 de Federaprijs. Aan dit laatste longitudinale onderzoek werden verscheidene publicaties ontleend en gewijd. In mei 2015 ging zij met emeritaat en werd er een congres gewijd aan de Longitudinal Aging Study Amsterdam.
Prof. dr. D.J.H. Deeg werkte mee aan tientallen artikelen op haar vakgebied. Bij de lintjesregen in 2016 werd ze benoemd tot Ridder in de Orde van de Nederlandse Leeuw, vanwege haar verdiensten voor het ouderenonderzoek in Nederland.